# Мерінда Дінґджан
Мерінда Дінґджан (англ. Merindah Dingjan, 15 січня 1991) — австралійська плавчиня.
Призерка Чемпіонату світу з водних видів спорту 2011 року.